# Münchenbryggeriet

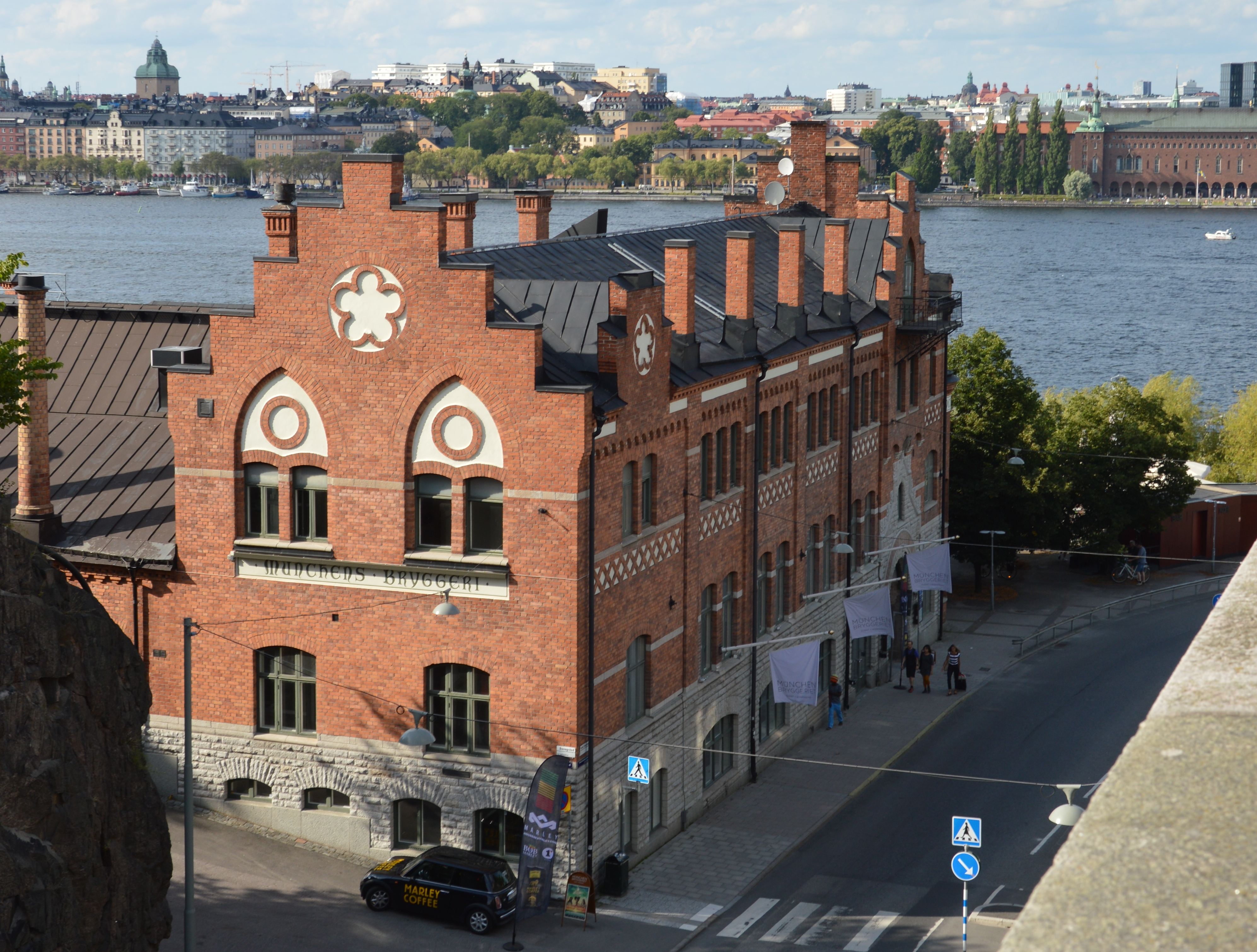
Blick aus südlicher Richtung von der Bastugatan

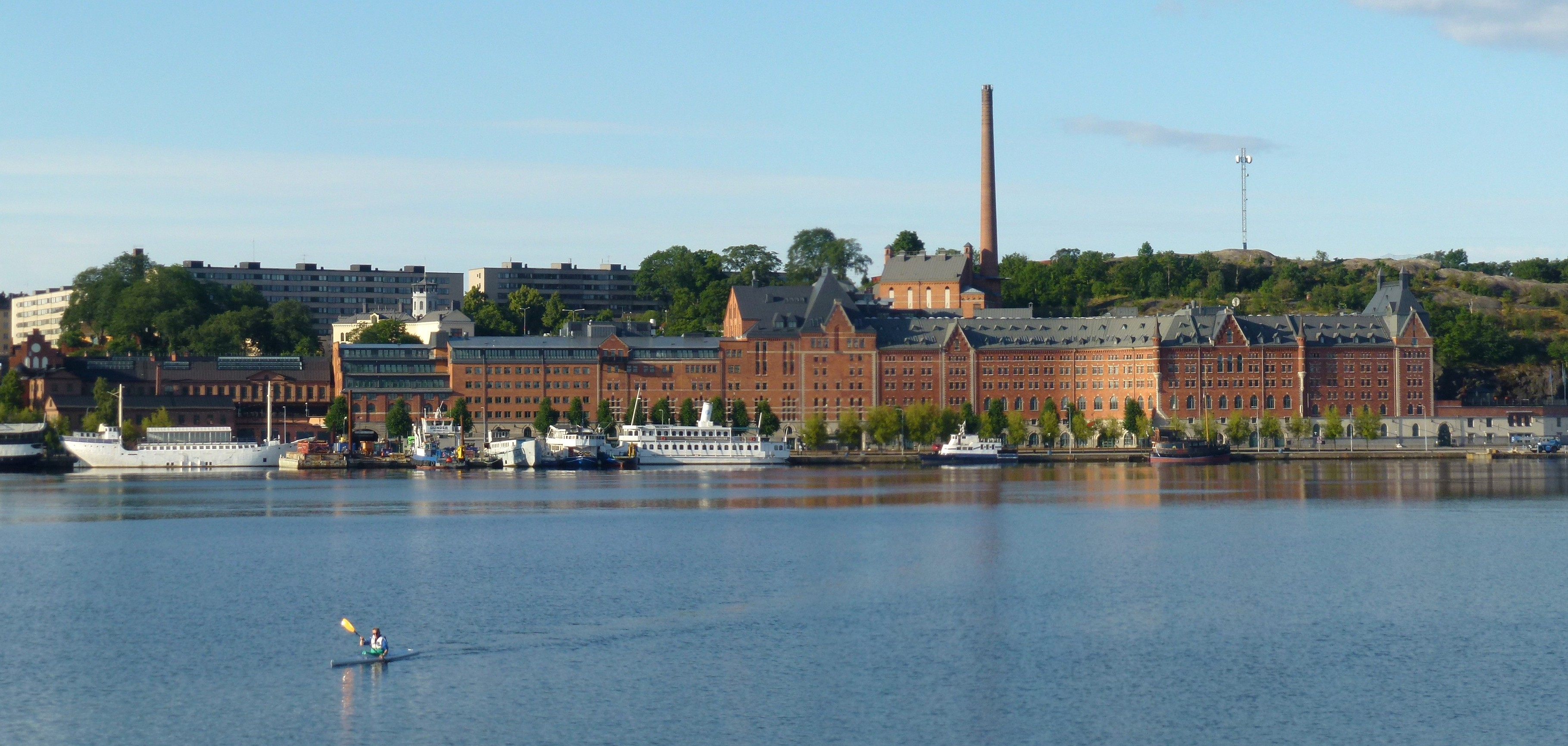
Blick von Norden

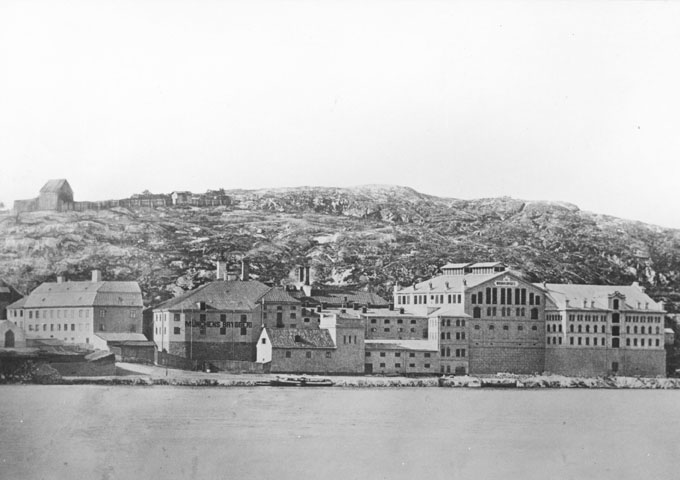
Münchenbryggeriet in der Zeit um 1860

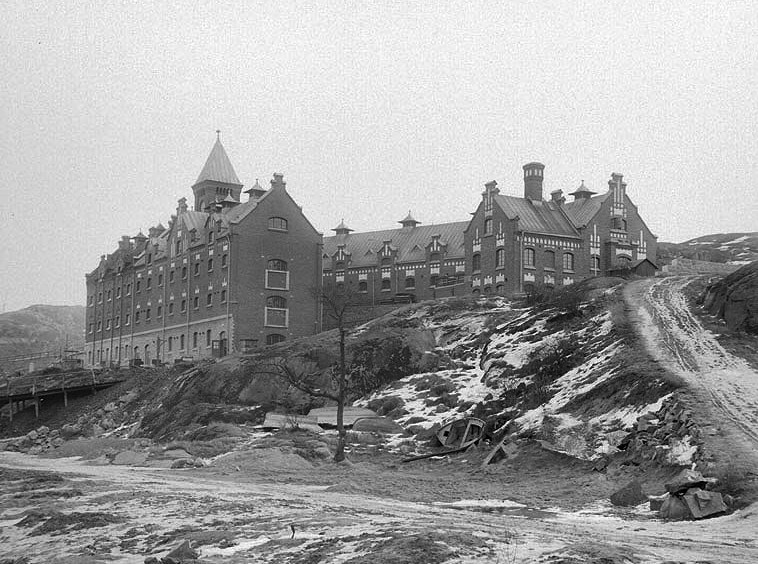
Brauerei im Jahr 1906

Münchenbryggeriet (ursprünglich Münchens bryggeri) ist eine ehemalige Brauerei in Stockholm in Schweden. Die Gebäude der Brauerei werden heute als Veranstaltungszentrum genutzt.
Das Veranstaltungszentrum befindet sich an der Adresse Torkel Knutssonsgatan 2 auf der Insel Södermalm am Südufer des Riddarfjärden. Es verfügt über elf Säle bzw. Räume mit einer Gesamtfläche von 6.000 m². Die Gesamtanlage umfasst Räumlichkeiten von 50.000 m².

## Geschichte
Am 18. April 1857 begann das Großhandelsunternehmen CC Brusell & Co des Johan Gottlob Brunsell die Produktion und den Vertrieb von Bier unter dem Namen Münchens bryggeri-bolag. Der Name nahm Bezug auf München als Stadt mit bekannter Brauereitradition. Als Standort wurde die auch heute noch genutzte Fläche gewählt, die einen guten Zugang zum Wasser bietet über das der Warentransport erfolgte. Darüber hinaus wurde im Winter das Eis des Riddarfjärden gebrochen und zu Kühlzwecken im Zuge des Brauereiprozesses genutzt. Zuvor befand sich in diesem Bereich eine Ziegelfabrik. Der Eigentümer John Erik Hörstadius verkaufte die Fabrik samt dazugehöriger Dampfmaschine am 7. Oktober 1855.
Die Brauerei war wirtschaftlich ein Erfolg. Es erfolgten im Laufe der Zeit erhebliche Erweiterungen und Umbauten der Anlage. So insbesondere im Jahr 1873. 1877 entstand ein neues Sudhaus. Im Jahr 1887 installierte man eine elektrische Beleuchtung und 1889 eine Kältemaschine. 1892 wurde die Genehmigung zu einem großen Umbau erteilt. In der Nacht zum Ostersonntag 1893 kam es, Teile der Anlage waren im Bau, zu einem Großfeuer, bei der die Brauerei weitgehend zerstört wurde.
Es folgte ein Wiederaufbau unter Leitung des Architekten Hjalmar Karlsson und des Ingenieurs Alvin Jacobi. Der markante Gebäudekomplex erhielt neogotische Giebel und weist auch Stilelemente der Neorenaissance auf. Die Brauerei wurde modern ausgestattet und setzte erfolgreich moderne Brauverfahren ein. Bereits am 29. August 1893 nahm man wieder die Produktion von Malzgetränken auf. Im April 1896 war der Wiederaufbau abgeschlossen.
Anfang des 20. Jahrhunderts war sie die größte Brauerei Schwedens und beherrschte mehr als die Hälfte des Stockholmer Markts. Der Wettbewerb war jedoch intensiv. 1910 fusionierte die Brauerei daher mit anderen. Die neue Gruppe wurde in den nächsten Jahrzehnten zur größten Brauereigruppe an der schwedischen Ostküste. Im westlichen Teil Schwedens war hingegen die Gruppe Pripp & Lyckholm stark. 1964 schlossen sich die beiden Konkurrenten dann zur Pripp-Bryggerierna AB zusammen. Zum Zeitpunkt der größten Produktionskapazität hatte die Münchenbryggeriet einen Ausstoß von 60.000 Flaschen Bier pro Stunde.
Im September 1971 gab man die Produktion am Standort der Münchenbryggeriet auf und verlagerte die Brauerei nach Bromma. Das Gebäude diente dann vor allem für Freizeit- und Kulturaktivitäten und zum Teil als Standort für kleinere Firmen und Büros. Im Jahr 1974 übernahm die Stadt Stockholm die Anlage und plante den vollständigen Abriss und einen Neubau von Appartementhäusern. Die Pläne trafen auf heftigen Widerstand der vor allem vom Eigentümer der Mälarsalen AB, Hans Ryberg angeführt wurde. Bekannte Schweden wie Astrid Lindgren, Evert Taube und Per Anders Fogelström aber auch renommierte Einrichtungen wie das Stockholmer Stadtmuseum unterschrieben eine Petition zur Rettung der Brauerei. Bei einer Abstimmung in der Regierung wurde, trotz der öffentlichen Proteste, mit einer Stimme Mehrheit der Abriss der Brauerei beschlossen. Die Opposition wandte sich jedoch dagegen und konnte bei der Wahl im Jahr 1976 eine Mehrheit erzielen. Elf Tage nach dem Machtwechsel wurden die Abrissarbeiten gestoppt. 1979 erwarb ein Bauunternehmen das Hauptgebäude der Brauerei. Nach sechsjähriger Sanierung und Baukosten von 200 Millionen Schwedischen Kronen. Seit dem Jahr 2007 ist das Anwesen im Besitz der AFA Fastigheter.